# Donald Slayton

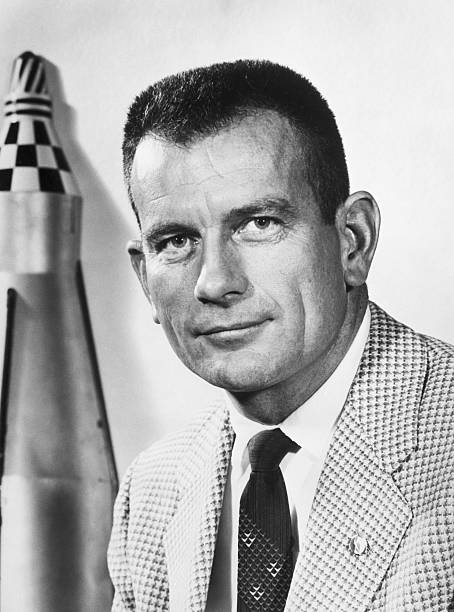
Donald Slayton

Donald (Deke) Slayton (Sparta (Wisconsin), 1 maart 1924 - League City (Texas), 13 juni 1993) was een Amerikaanse astronaut. 
Slayton werd samen met zes anderen geselecteerd voor het Mercury-project. Hij was testpiloot bij de Amerikaanse luchtmacht en in die functie lid van de SETP, de vereniging voor experimentele testpiloten. Er werden hartproblemen vastgesteld bij Slayton (idiopathische atriumfibrillatie). Hij moest het ruimtevaartprogramma verlaten en de luchtmacht legde hem een vliegverbod op. In 1963 verliet hij daarom de luchtmacht en ging als burgervlieger bij de NASA aan de slag, maar ook daar mocht hij alleen vliegen onder begeleiding. In zijn nieuwe functie als hoofd van het astronautenbureau drukte Slayton in de jaren daarop een belangrijk stempel op de vluchtvolgorde van het astronautenkorps. Slayton legde zich niet neer bij de beslissing van de vluchtartsen en liet zich in de jaren zeventig gezond verklaren na de zoveelste herkeuring. Vervolgens maakte hij, als veertiger, zijn eerste en enige ruimtevlucht. In 1975 maakte Slayton onderdeel uit van de Amerikaanse crew van het Apollo-Sojoez-testproject, waarbij een Russische Sojoez koppelde met een Apollo ruimteschip.
Slayton overleed in 1993 aan kanker.
In 2019 werd Slayton vereeuwigd als een van de hoofdfiguren in de televisieserie For All Mankind, exclusief geproduceerd voor de toen nieuwe video on demand-aanbieder Apple TV+. De rol van Deke Slayton werd gespeeld door de acteur Chris Bauer.